# Antonio Raíllo
Antonio José Raillo Arenas (ur. 8 października 1991 w Kordobie) – hiszpański piłkarz występujący na pozycji obrońcy w RCD Mallorca.